# Bras Basah (métro de Singapour)
Bras Basah est une station de métro à Singapour. 